# Falkwiller
Falkwiller (deutsch Falkweiler) ist eine französische Gemeinde mit 211 Einwohnern (Stand 1. Januar 2022) im Département Haut-Rhin in der Region Grand Est (bis 2015 Elsass). Sie gehört zum Arrondissement Altkirch, zum Kanton Masevaux-Niederbruck und ist Mitglied des Gemeindeverbandes Sud Alsace Largue.

## Geografie
Die Gemeinde Falkwiller liegt im Tal des Largue-Zuflusses Soultzbach, etwa 20 Kilometer südwestlich von Mülhausen nahe der Burgundischen Pforte.
Nachbargemeinden von Falkwiller sind Gildwiller im Norden, Balschwiller im Südosten, Buethwiller im Süden, Traubach-le-Haut im Südwesten, Guevenatten (Berührungspunkt) im Westen sowie Hecken im Nordwesten.

## Geschichte
Von 1871 bis zum Ende des Ersten Weltkrieges gehörte Falkweiler als Teil des Reichslandes Elsaß-Lothringen zum Deutschen Reich und war dem Kreis Altkirch im Bezirk Oberelsaß zugeordnet.

### Bevölkerungsentwicklung
| Jahr      | 1910 | 1962 | 1968 | 1975 | 1982 | 1990 | 1999 | 2007 | 2017 |
| Einwohner | 195  | 136  | 143  | 158  | 175  | 174  | 178  | 198  | 191  |